# Gerrhosaurus skoogi
Gerrhosaurus skoogi là một loài thằn lằn trong họ Gerrhosauridae. Loài này được Andersson mô tả khoa học đầu tiên năm 1916.